# Andreas Lindberg
Andreas Lindberg, född 14 december 1980, är en svensk före detta fotbollsmålvakt.
Lindbergs moderklubb är IFK Viksjö. Han spelade även för IFK Norrköping, GIF Sundsvall och norska Ranheim.